# 서울당곡초등학교
서울당곡초등학교는 대한민국 서울특별시 관악구에 있는 공립 초등학교이다.

## 학교 연혁
- 1974년 9월 10일 서울당곡초등학교 개교
- 1974년 9월 10일 제 1대 임정택교장 부임
- 1976년 2월 16일 제1회 졸업식(438명)
- 1980년 8월 16일 급식실 준공
- 2000년 11월 1일 학내 전산망 설치
- 2005년 8월 31일 본관 건물 리모델링
- 2007년 5월 27일 도서실 개관
- 2008년 9월 23일 제2과학실 개관
- 2009년 2월 2일 영어전용교실 개설
- 2011년 3월 1일 교육복지우선지원학교 지정
- 2016년 7월 30일 꾸미고 꿈꾸는 화장실 공사
- 2016년 8월 16일 창의융합형 과학실험실 구축
- 2016년 11월 22일 안심골목길 조성 사업(학교 펜스 후문도색)
- 2018년 1월 20일 방송시설 및 선로 전면 개선 공사
- 2018년 8월 20일 본관, 신완, 별관 내부 도장 무선
- 2018년 11월 20일 인프라구축교실 (2실) 설치
- 2019년 12월 11일 다목적실 강당 및 해솔식생활 교육관 준공
- 2020년 3월 1일 병설유치원 개원
- 2020년 12월 31일 교육복지우선지원학교 우수학교 교육장 표창
- 2021년 3월 8일 1학년 꿈을담은 교실 준공 (5교실)
- 2021년 12월 3일 그린스마트 미래학교 대상학교(개축) 확정
- 2021년 12월 31일 교육복지우선지원사업 유공 교육감 표창
- 2021년 12월 31일 반 부패 • 청렴활동 우수학교 교육장 표창
- 2023년 2월 9일 제 48회 졸업식 (졸업생 106명)
- 2023년 3월 1일 30학급 편성 (일반 28학급, 특수 2학급)
- 2023년 9월 1일 제 15대 한경희 교장 부임
- 2023년 9월 10일 개교 49주년
- 2023년 10월 20일 당곡어울마당
- 2024년 5월 3일 어린이날 행사
- 2024년 9월 10일 개교 50주년

## 참고 자료
- 서울당곡초등학교 - 한국교육학술정보원 학교알리미